# زک رایلی
زک رایلی (انگلیسی: Zach Railey؛ زادهٔ may ۹, ۱۹۸۴ (۴۰ سال)) ورزشکار اهل ایالات متحده آمریکا است.
وی در مسابقات کشوری و بین‌المللی در مجموع برندهٔ ۱ مدال نقره شده‌است.